# Rapatea aracamuniana
Rapatea aracamuniana là một loài thực vật có hoa trong họ Rapateaceae. Loài này được Steyerm. miêu tả khoa học đầu tiên năm 1989.